# سم پیلزبری
سَـم پیلزبری (انگلیسی: Sam Pillsbury؛ زادهٔ ۱ ژانویهٔ ۱۹۵۳) شراب‌ساز، کارگردان تلویزیونی و تهیه‌کننده اهل ایالات متحده آمریکا است.
از فیلم‌ها یا مجموعه‌های تلویزیونی که وی در آن‌ها نقش داشته‌است می‌توان به نایت رایدر ۲۰۱۰ و مترسک اشاره نمود.